# Dark Medieval Times
Dark Medieval Times är den norska black metal-gruppen Satyricons debutalbum från 1994. Albumet spelades in året 1993 i The Ancient Spectre Ruins i Skoklefald i Nesoddens kommun. Halvvägs genom inspelningen äventyrades projektet av att bandets dåvarande svenska skivbolag, No Fashion Records, inte kunde finansiera avslutningen av inspelningen. De två bandmedlemmarna, Satyr (sång, gitarr och bas) och Frost (trummor), satsade då egna medel och slutligen gavs albumet ut av Moonfog Productions. All text och musik är skriven av Satyr som också producerade skivan. Texterna behandlar teman ur den nordiska medeltiden, vikingatiden, och musiken är inspirerad av den norska naturen.
Albumdesignen är skapad av Jannicke Wiese-Hansen. För att skapa en anda av mystik saknade omslaget på originalutgåvan all text utöver bandnamnet och albumets titel. Det fanns inga uppgifter om musikerna eller övriga medverkande. Bookleten saknade helt låttexter och inte heller på bandets hemsida fanns texterna vilket gjorde att uppgifterna om dessa länge var osäkra.

## Låtförteckning
1. "Walk the Path of Sorrow" – 8:18
2. "Dark Medieval Times" – 8:12
3. "Skyggedans" – 3:55
4. "Min hyllest til vinterland" – 4:30
5. "Into the Mighty Forest" – 6:19
6. "The Dark Castle in the Deep Forest" – 6:23
7. "Taakeslottet" – 5:54

## Medverkande
Musiker (Satyricon-medlemmar)

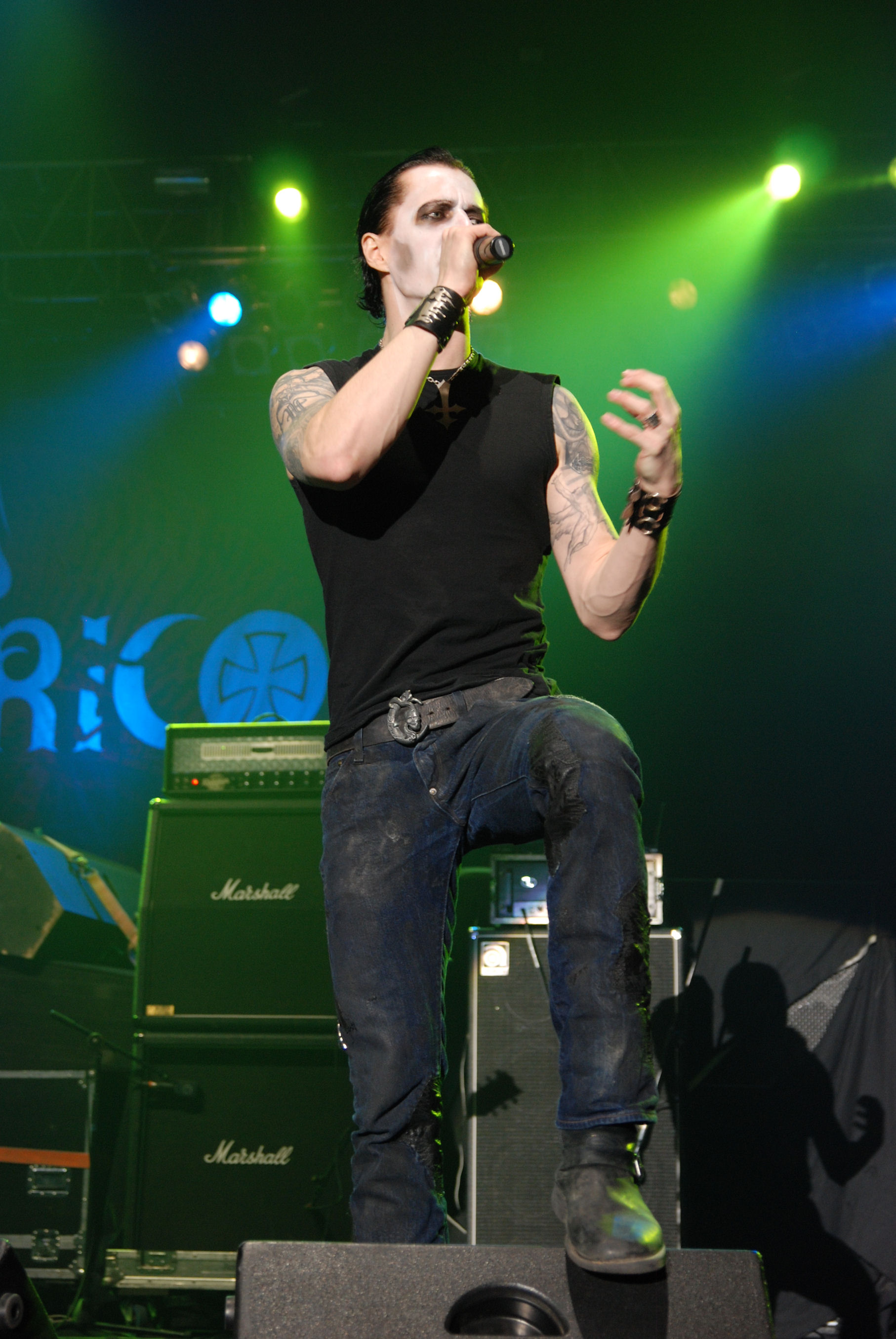
Satyr på Metalmania 2008

- Satyr (Sigurd Wongraven) – sång, akustisk gitarr, elgitarr, basgitarr
- Frost (Kjetil-Vidar Haraldstad) – trummor

Bidragande musiker
- Torden (Tord Vardøen) – keyboard
- Lemarchand (Håvard Jørgensen) – gitarr (okrediterad)
- Lars Pedersen – låtskrivning (förspelet i spår 1 är från musikgruppen When's låt "Death in the Blue Lake")

Produktion
- Satyr – producent, ljudtekniker
- Jannicke Wiese-Hansen – omslagskonst